# Atelopus peruensis
Atelopus peruensis es una especie de anfibios de la familia Bufonidae.
Es endémica del Perú. Su hábitat natural incluye praderas tropicales o subtropicales a gran altitud y ríos, entre los 2800 y 4200 m s. n. m.
El sapo endémico del Perú está presente en el parque nacional Huascarán, en la Reserva Nacional Calipuy, además de en el Santuario Nacional Calipuy.
Según la IUCN, desde 2004 esta especie está en peligro crítico de extinción. Esta especie era muy abundante hasta 1992, pero según estudios, en los últimos 10 años ha habido un descenso drástico de su población en más del 80%. El descenso puede ser a causa de la quitridiomicosis. Pero no es suficiente, ya que el estudio y control de las enfermedades y los programas de cría en cautividad son actualmente claves para salvar a estos sapos únicos en el Perú. 
No cuenta con un nombre en castellano pero en inglés es Perú stubfoot toad.